# Biała Spiska

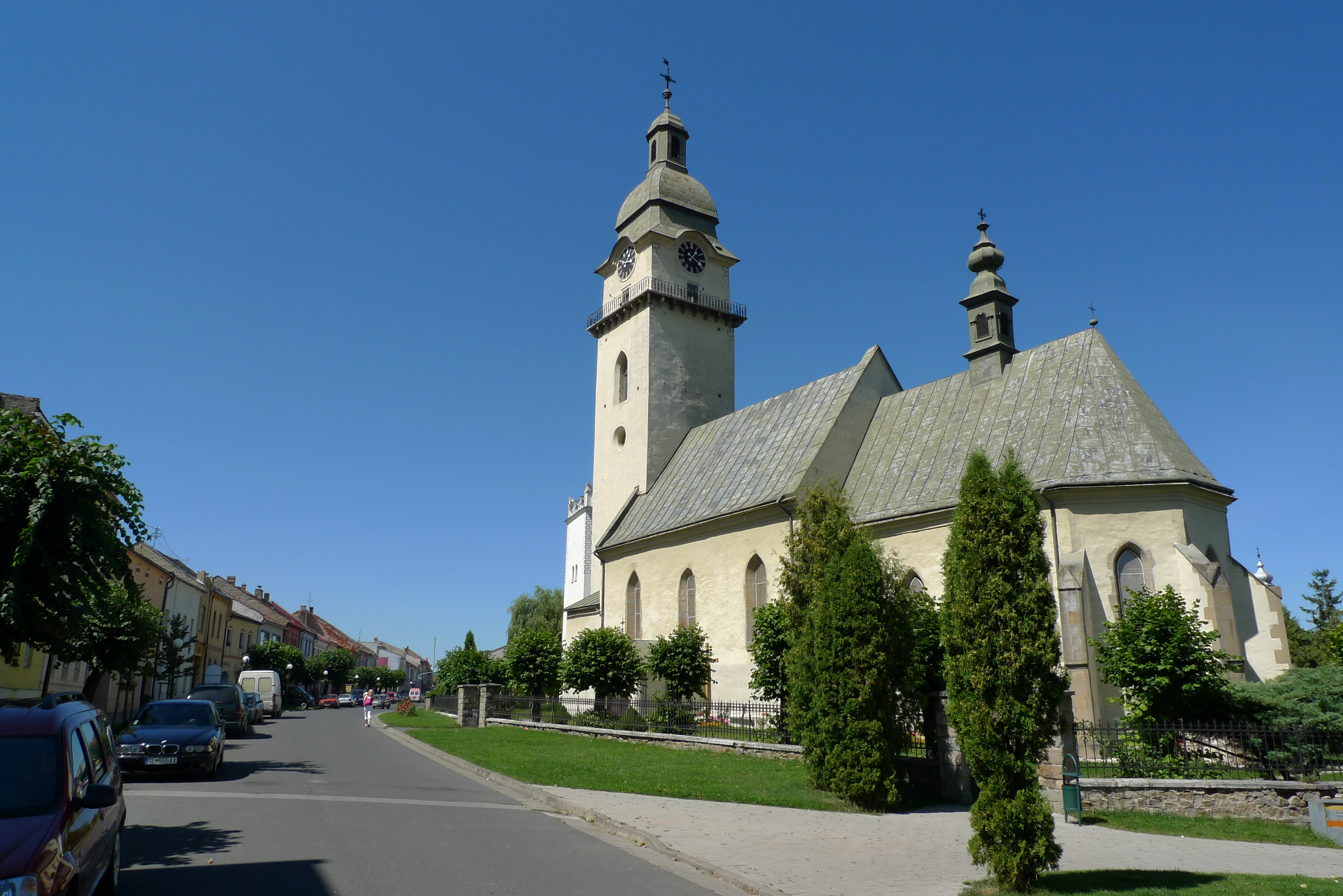
Kościół Świętego Antoniego Anachorety

Biała Spiska (słow. Spišská Belá, niem. Zipser Bela, węg. Szepesbéla) – miasto we wschodniej Słowacji w kraju preszowskim, w powiecie Kieżmark. Położone nad Popradem, ok. 5 km powyżej ujścia do niego Bielskiego Potoku. Liczy około 6,4 tys. mieszkańców (2011).

## Historia
Powstanie Białej Spiskiej związane jest z przybyciem na Spisz niemieckich osadników. Główna fala niemieckiego osadnictwa miała miejsce po najeździe tatarskim (1241), choć pierwsze grupy Niemców przybyły na te tereny już wcześniej. Osiedli oni na terenie między istniejącym już od XII w. węgierskim zamkiem granicznym Strážky a słowiańską osadą Stragar, później przemianowaną na Bušovce. Osada została założona nad potokiem zwanym Białą (słow. Bela) i Niemcy zapożyczyli słowiańską nazwę rzeki dla nazwy swojej wsi – Bela.
Pierwszym źródłem pisanym wspominającym miasto jest pochodząca z 1263 roku umowa węgierskiego króla Beli IV, wzmiankująca granice obszaru zamieszkanego przez Niemców z Białej (Teutonici de Bela).
W 1271 roku węgierski król Stefan V nadał niemieckim miastom na Spiszu – między innymi Białej Spiskiej – prawa miejskie, stały się one wtedy wolnymi miastami królewskimi. Miasto należało do Związku Sasów Spiskich. W 1344 zmieniono nazwę związku na Związek 24 Miast Królewskich. Podobnie jak pozostałe miasta związku, Biała Spiska miała swój własny samorząd z burmistrzem na czele. Pierwszym znanym burmistrzem był Tylo, pełnił on tę funkcję w (od?) 1279 roku.
W 1412 roku węgierski król Zygmunt Luksemburski zaciągnął u Władysława Jagiełły pożyczkę, przeznaczoną na wojnę z Wenecją, pod zastaw trzynastu miast na Spiszu – w tym Białej Spiskiej – ze Związku 24 Miast Królewskich. Do zastawu dołączono trzy wolne miasta królewskie: Starą Lubowlę, Podoliniec i Gniazda. Tereny tzw. zastawu spiskiego pozostały w polskim władaniu aż do 1769 roku, kiedy to zostały zajęte przez wojska austriackie.
W 1535 rokuj król Zygmunt I Stary przyznał Białej Spiskiej przywilej do organizowania cotygodniowego targu (w każdą niedzielę). Było to bardzo ważne wydarzenie, które przyczyniło się do rozwoju miasta. W 1607 roku król Zygmunt III Waza dodał przywilej do organizowania rocznie dwóch dużych jarmarków, w dzień świętego Antoniego (17 stycznia) i w dzień świętego Mateusza (21 września). Ten przywilej był rozszerzany przez polskich i węgierskich królów: w 1667 roku do trzech, w 1739 do pięciu i w 1811 do siedmiu jarmarków w roku. Od XV wieku w mieście powstawały cechy rzemieślnicze. Do najstarszych należały cechy rzeźników, szewców, tkaczy, kuśnierzy i kowali, do których sukcesywnie dołączały następne. Biała Spiska była ważnym ośrodkiem płóciennictwa, zaś tutejsze lniane płótno było eksportowane na tereny całego królestwa węgierskiego, a także na Bałkany i do Turcji.
Rozwój miasta zaowocował postawieniem kilku ważnych budowli, m.in. kościoła Świętego Walentego (XIII wiek, zniszczony w XVIII wieku), kościoła Świętego Antoniego Anachorety (Pustelnika; XIII wiek), ratusza (XVI wiek), plebanii (XVI wiek), szkoły parafialnej (XVII wiek), a także dużej ilości kamienic mieszczańskich, potem wielokrotnie przebudowywanych. Biała Spiska nigdy nie otrzymała przywileju wybudowania miejskich murów obronnych. Podczas wojen miasto było jednak tymczasowo fortyfikowane, jak np. w 1606 roku, podczas powstania powstania Bocskaya, kiedy zostało otoczone drewnianą palisadą, przed którą wykopano fosę.
Od początku istnienia Biała Spiska była praktycznie wyłącznie niemieckim miastem. Słowacy w statystykach pojawiają się dopiero w XIX wieku. W spisie z 1853 roku wśród 2323 mieszkańców widnieje jedynie 78 Słowaków (3,3%). W kolejnych latach odsetek Słowaków rósł: do prawie 20% w 1881, 35% w 1900 i 61% w 1938 roku. W latach 1945–1946 około 850 miejscowych Niemców zostało przymusowo wysiedlonych. Tym samym, 700-letni rozdział w historii miasta związany z niemiecką w nim obecnością, został zamknięty.
Znaczny rozwój przemysłu w Białej Spiskiej rozpoczął się w drugiej połowie XIX wieku, kiedy powstały: zmechanizowana tkalnia lnu (1869), browar Szimonisz (1870), browar Reich (1872) – po 1945 roku przekształcony w fabrykę puszek, fabryka likierów Kleinbergera (1875), fabryka krochmalu (1878), gorzelnia (1902), cegielnia. Budowa linii kolejowej z Kieżmarku do Białej Spiskiej (1892) zaowocowała niedługo później budową fabryki wyrobów tytoniowych (1898). W latach 1905–1913 dla fabryki tej wybudowano nowe budynki, w których funkcjonowała ona do 2004 roku.
Rozwój miasta odzwierciedlił się również w życiu społecznym i kulturalnym, objawiając się powstawaniem różnego rodzaju związków, organizacji lub klubów. Najstarszy był klub strzelecki, powstały w 1637 roku, który w 1845 roku zrzeszał aż 595 członków. Istniały także koło łowieckie (od 1860), chór (od 1862), kółko teatralne (od 1870), ochotnicza straż pożarna (od 1878), klub wędkarski (od 1889), klub sportowy (od 1910).
W 1922 roku Biała Spiska utraciła prawa miejskie. W 1947 roku decyzją Słowackiej Rady Narodowej, Biała Spiska utraciła 4162 hektary swojego katastralnego terytorium na rzecz nowo powstałego miasta Wysokie Tatry. Prawa miejskie Biała Spiska odzyskała w 1965 roku, a 1 stycznia 1972 przyłączono do Białej Spiskiej wieś Strážky, w której znajduje się kompleks zabytków (renesansowy zamek, dzwonnica, gotycki kościół Świętej Anny). W 1970 roku kompleks ten został ogłoszony narodowym pomnikiem kultury.

## Zabytki
- Kościół Świętego Antoniego Anachorety (Pustelnika) - gotycki, z XIII wieku;
- Kościół Ewangelicki z 1786 roku;
- Kościół Świętej Anny w Strážkach – gotycki z przełomu XV i XVI wieku;
- Dzwonnica w Białej Spiskiej – renesansowa dzwonnica z 1598 roku, wybudowana przez Ulricha Materera;
- Kolumna Maryjna w Białej Spiskiej - z 1729 roku;
- Dzwonnica w Strážkach – renesansowa dzwonnica z przełomu XVI i XVII wieku;
- Zamek w Strážkach.

## Muzea
- Muzeum Ladislava Medňanskego (1852-1919) – malarza. Istnieje od 1991 roku, działa jako oddział Słowackiej Galerii Narodowej[7], mieści się w zamku w Strážkach przy ulicy Medňanského 25.
- Muzeum Jozefa Maximiliána Petzvala (1807-1891) – wybitnego profesora, matematyka, fizyka, optyka i wynalazcy. Istnieje od 1964 roku, mieści się w domu rodzinnym naukowca przy ulicy Petzvalovej 30.
- Muzeum Michala Greisigera (1851-1912) – przyrodnika, lekarza, archeologa, badacza historii naturalnej. Istnieje od 1994 roku, mieści się przy ulicy Hviezdoslavovej 21.

## Ludzie związani z miastem
- Michael Greisiger (1851-1912) - wieloletni lekarz miejski, farmaceuta, przyrodnik, publicysta, działacz turystyczny;
- August Gresch (1842-1910) - mieszkaniec miasta, adwokat, działacz gospodarczy, społeczny i turystyczny;
- József Petzval (1807-1891) - urodzony w mieście matematyk i fizyk, specjalista w zakresie optyki geometrycznej i konstrukcji obiektywów;

## Miasta partnerskie
- Brück
- Gmina Choszczno
- Ożarów
- Szczawnica
- Vysoké Mýto